# Lawana optata
Lawana optata är en insektsart som först beskrevs av William Lucas Distant 1910.  Lawana optata ingår i släktet Lawana och familjen Flatidae. Utöver nominatformen finns också underarten L. o. partita.